# Laguna Beach (Florida)
Laguna Beach è un census-designated place (CDP) degli Stati Uniti d'America, situato in Florida, nella contea di Bay.